# King África
King África é um projeto musical argentino criado por DJ Dero, Tuti Gianakis e os irmãos Alejandro e Nicolás Guerrieri. Desde 1997 que o seu vocalista é o cantor Alan Duffy. Até então, o vocalista do projeto foi Martín Lacreé. Por extensão, ambos os vocalistas são conhecidos como "King África", embora fora da América Latina se identifique Alan Duffy como sendo o King África. Martin Lacreé está baseado na Argentina, enquanto Alan Duffy mora atualmente na Espanha.

## 1992 - 1996: Com Martín Lacreé Como Vocalista
A primeira aparição discográfica do projeto, com Martín Lacreé como vocalista, aconteceu em agosto de 1992, com o tema E-O-E e depois com Verano ’93: Póntelo Pónselo. Estas canções tiveram êxito nas discotecas. Seu primeiro álbum foi El Africano, que saiu à venda em meados de 1993. Com o tema Salta, chegou aos primeiros postos nas paradas latino-americanas.
Entre 1993 e início de 1994, o projeto King África fez apresentações ao vivo para divulgar seu álbum. Sua turnê aconteceu na América do Sul. Em fins de 1994, apresenta seu segundo trabalho, Al Palo. No Chile, foi convidado ao Festival Internacional da Canção de Viña del Mar de 1995, onde tocou acompanhado de uma banda recebendo uma crítica positiva do público e críticos da mídia. 
Logo gravou Cachete, Pechito y Ombligo, editado no Verão de 1996, sendo bem aceito pelos ouvintes das emissoras FM. Retomou sua turnê fazendo apresentações em Pinamar (Argentina) e Punta del Este (Uruguai), ambas organizadas pela cadeia MTV Latinoamérica.
Durante 1996, realizou numerosas apresentações no México (Festival de Acapulco), Miami, Suécia e quase toda América Latina. O remix de Cachete, Pechito y Ombligo foi realizado pelos produtores Sandy & Papo, levando King África aos primeiros postos novamente. Depois de sua turnê pela América Latina, a banda experimentou grandes mudanças na composição e na imagem.
Nesse mesmo ano, Martin Lacreé se afasta do grupo, citando diferenças criativas com os produtores do projeto.

## 1997 - atualmente: Com Alan Duffy Como Vocalista
Em 1997, Alan Duffy substitui Martín Lacreé como vocalista do projeto, conseguido levá-lo a um patamar mais internacional. O primeiro lançamento do grupo com Alan duffy foi Animal, gravado em 1997. Em, King África 1998 realizou varias apresentações pela América Latina e viajou à Europa para apresentar seu disco na Espanha, apresentando-se no carnaval de Tenerife. O seu hit El Camaleón foi escolhido como tema principal das celebrações carnavalescas desse ano na ilha canária.
Durante 1999, King África seguiu com sua turnê pela América Latina e Espanha, apresentado seu hit La Bomba e o lançamento do disco europeu Grandes Éxitos. King África se colocou no primeiro posto do top da rádio nacional espanhola Los 40 Principales, abrindo-lhe as portas do mercado europeu.
No ano 2000, seu disco Grandes Éxitos tocou na radio, televisão e discotecas de toda Espanha. Sua versão do tema: La Bomba (uma cover da canção com o mesmo nome do grupo boliviano Azul Azul) se converteu na “canção do verão”.
Nesse mesmo ano, a turnê de King África apresentou mais de 150 concertos na Espanha, Portugal, França, Itália, Alemanha, Bélgica, Suíça, Romênia e Holanda. O disco Grandes Éxitos se converteu em «Disco de Ouro» na Espanha, em Portugal e na Bélgica. King África realizou também apresentações na televisão, como  em Carramba Che Fortuna!, apresentado por Raffaella Carrá, (RAI, Itália), “Surprise, Surprise” (TV romena) e várias apresentações em galas e programas da Espanha.
No começo do ano 2001, King África lançou no mercado Carnavalito EP (adiantamento do seu álbum Pachanga), um CD-single com quatro canções, incluindo El Humahuaqueño, outro êxito de vendas.
Pachanga, lançado também em 2001, inclui temas como Comadre Compadre, El Humahuaqueño e Salta (remix 2001). Esta última canção foi utilizada para o anúncio das batatas fritas Pringles. Em seu lançamento pela América Latina, Pachanga se edita em Porto Rico e Estados Unidos con um remix especial chamado El Humahuaqueño (reggaeton mix) conseguindo o «Disco de Ouro» nesses países e também na Espanha.
Neste mesmo ano, a prestigiada revista Billboard nomeou Pachanga como “Álbum do Ano” e King África como “Melhor Artista Pop Revelação” para os prêmios Billboard Latin Awards, devido às grandes vendas de Pachanga. Também no ano 2001, foi convidado a participar do concerto “Son Latinos”, que se realiza na Playa de las Vistas de Tenerife (Espanha), cantando ante 250 mil pessoas.
Sua turnê estendeu-se pelo Canadá e pelos Estados Unidos, onde o convidaram a participar na eleição da Miss Hawaiian Tropic World, que se realizou no Hotel Mandalay Bay de Las Vegas. O evento se foi transmitido em direto na televisão. King África deu o início ao som de La Bomba junto a 74 participantes que atuaram como bailarinas e fechou o evento com mais três canções.
No ano de 2002, o artista lançou Energía, um álbum que inclui canções como Mete Mete e Vitorino, esta última gravada com a dupla “Los del Río” (autores de La Macarena). Neste ano recebeu o «Disco de Ouro» na França por superar as vendas de mais de 250 mil cópias do CD-single La Bomba (remixes).

## Prêmios
Em 15 de Setembro de 2018 recebeu o Prêmio Latinos de Ouro (Latinos de Oro) no Festival Premios Latino em Marbella, Espanha.

## Discografia
- 1985: "La bomba"
- 1993: El africano
- 1994: Al palo
- 1996: Remix
- 1998: Animal
- 2001: Pachanga
- 2002: Energía
- 2003: Buena onda
- 2004: Reggaeton mix
- 2004: La bomba Remix
- 2005: Fiesta VIP
- 2006: Caribe 2006 (Súbele el volumen)
- 2007: Caribe 2007 (Fruto Prohibido)
- 2008: Caribe 2008
- 2008: Disco Estrella 2008

1. ↑  Medianoche, Mike (30 de agosto de 2016). «Martín Laacré, el primer King África» (em espanhol). Sufridores En Casa. Consultado em 26 de março de 2017
2. ↑  «Latinos de Oro - Premios Latino». premioslatino.es (em espanhol). Consultado em 7 de novembro de 2018